# Draco biaro
Draco biaro là một loài thằn lằn trong họ Agamidae. Loài này được Lazell mô tả khoa học đầu tiên năm 1987.